# 田地县
田地县，中国古代县份，位于今新疆维吾尔自治区吐鲁番市鄯善县一带。

## 历史
柳中城地处古代西域交通孔道，原属车师前国，汉朝置戊己校尉，建柳中壁垒，置屯田。东汉延光中班勇在柳中壁设西域长史府。
十六国前凉建兴十五年（东晋成帝咸和二年，公元327年），前凉戊己校尉赵贞谋叛，西平公张骏遣西域长史李柏将其击败并抓捕，将原戊己校尉辖区改为高昌郡，高昌郡下辖高昌、田地等县，镇守伊吾关、高梧谷口。田地县治所设在柳中城，今位于鄯善县西南的鲁克沁。麴氏高昌时，北魏宣武帝景明二年（501年），田地县升为田地郡，下辖田地县、白艻县和酒泉县。
唐贞观中灭高昌，田地县被改置为柳中县。

## 相关记载
唐代官修类书《初学记》 卷8引南朝梁顾野王《舆地志》称：“咸和二年（327年），置高昌郡，立田地县。” 
出土文书中，北凉玄始十二年（423年）前后的《高昌郡功曹下田地县符为以孙孜补孝廉事》 ，记有“田地县主者：今以孙孜补孝廉，符到……奉行。”该文书证明，田地县在北凉时已有学校的设置。阿斯塔那382号墓文书《北凉真兴七年高昌郡兵曹掾范庆等白为请差直步许奴至京事》，2006年鄯善县洋海墓区出土的北凉缘禾二年（433年）《北凉高昌郡高宁县条次烽候差役更代簿》 ，吐鲁番哈喇和卓十六国时期墓葬所出土的《兵曹条次往守海人名文书》，西凉《建平某年兵曹下高昌、横截、田地三县符为发骑守海事》等文书中都有提及田地县。